# Castillo de Knepp

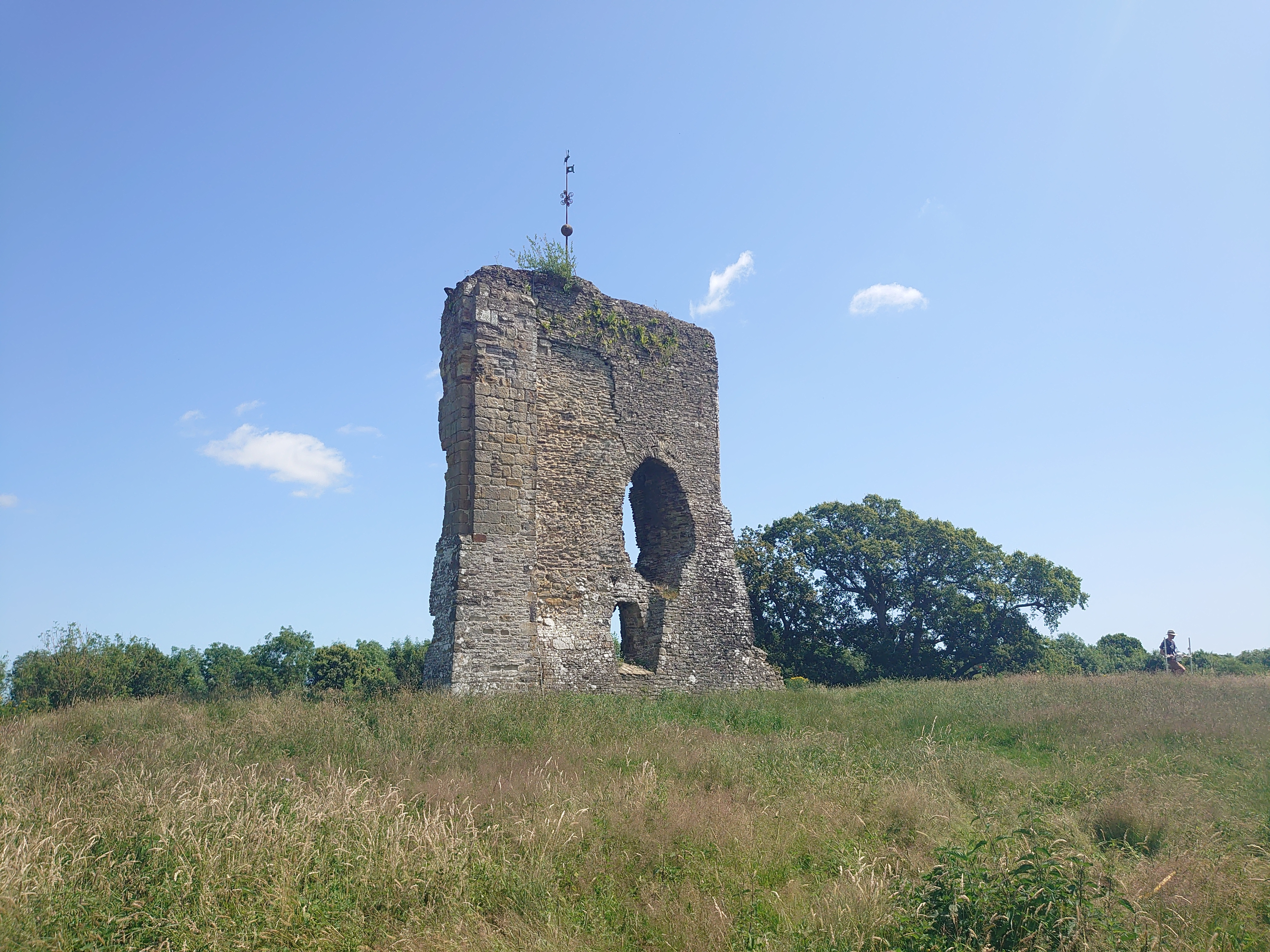
Los restos fragmentarios del castillo de Knepp tal como se encuentran hoy

El medieval Castillo de Knepp (inglés: Knepp Castle), también conocido como ‘Castillo de Knepp antiguo’ (inglés: Old Knepp Castle) para distinguirlo de la mansión cercana del siglio XIX, está situado al oeste del pueblo Grinstead Occidental, Sussex Occidental, Inglaterra, cerca del Río Adur y la autopista A24 (malla de referencia TQ163209). El castillo supuestamente fue fundado por la familia Braose en el siglio XII. Juan I de Inglaterra confiscó el castillo, junto con la tierra perteneciente a los Braoses en el año 1208. Knepp se utilizó como cabaña de cazadores, y Juan visitó el castillo varios veces. Ordenó su destrucción entre los años 1215 y 1216, durante la primera guerra de los Barones. 

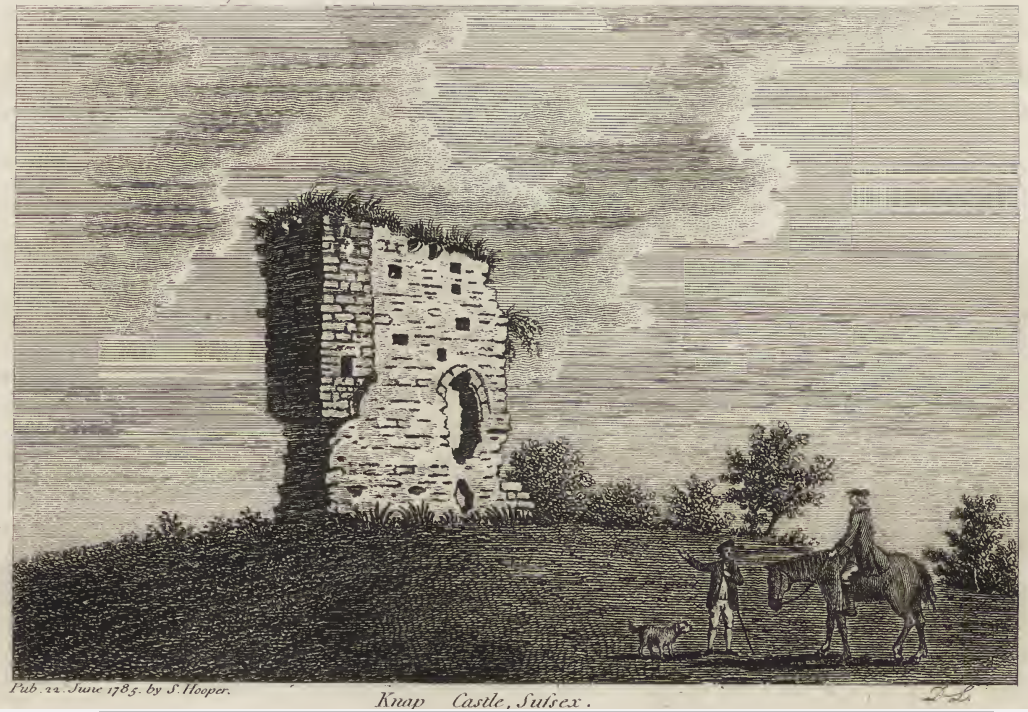
El castillo a finales del, tal como se publicó en The antiquities of England and Wales de Francis Grose, en condiciones similares a las actuales.

El castillo de Knepp siguió utilizándose hasta el siglo XIV y albergó a monarcas reinantes en varias ocasiones; con el tiempo, quedó en desuso y hacia principios del siglo XVIII estaba prácticamente destruido. Más tarde, en ese mismo siglo, se utilizó piedra del castillo para construir una carretera cercana. El terreno circundante es ahora el sitio de Knepp Wildland (español: tierra virgen de Knepp).

## Historia
Se cree que el nombre proviene de la palabra anglosajóna cnæp, que hace referencia al montículo sobre el que se encuentra el castillo. 
Knepp era una mota castral, probablemente fundado por William de Braose,   en el Rapto de Bramber. En 1208, el rey Juan confiscó las tierras que más adelante se pertenecaron a Guillermo de Braose, incluyendo Knepp.   Aunque la motivación de Juan es incierta, llegó a ver a William de Braose como una amenaza;  en opinión del historiador Sidney Painter, el trato a la familia Braose fue "el mayor error que John cometió durante su reinado... hizo que su crueldad fuera conocida por todos sus barones", y contribuyó al descontento de los barones que más tarde se rebelaron contra el gobierno de John. 

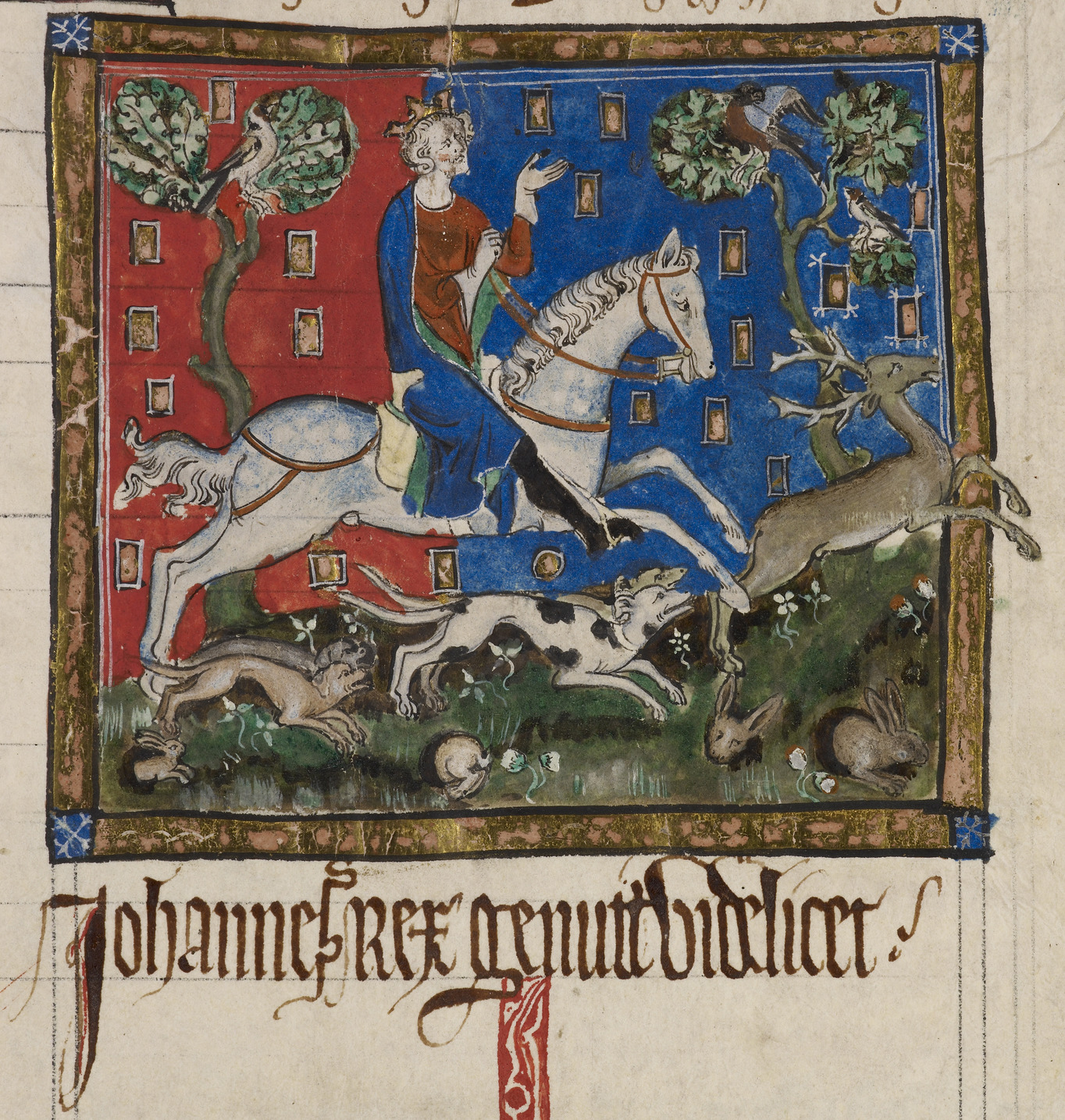
Una representación del siglo XIV del rey Juan en una cacería de ciervos. Aunque el dibujo del manuscrito no representa a Knepp, el parque de Knepp se utilizaba para cazar durante el reinado de Juan.

El primer registro que se conserva del castillo data del año 1210. Los registros reales documentan los gastos realizados en el castillo en la década de 1210 en reparaciones generales, la construcción de una chimenea y la reparación de un estanque o foso.  Juan estuvo presente en el castillo de Knepp el 6 de abril de 1211, como lo demuestra una carta confirmada en esa fecha.  La reina Isabel también permaneció en el castillo durante once días, en 1214 o 1215. 
En 1215, Juan estaba en guerra con los barones de Inglaterra. Poco después de perder el control de Londres, Juan le escribió a Roland Bloett el 18 de mayo ordenándole que retirara todo lo que pudiera llevar de Knepp y lo enviara al castillo de Bramber, y luego "destruyera totalmente" el castillo de Knepp.   A esto le siguió una segunda orden de destruir (despreciar) el castillo, dada por Juan el 13 de junio de 1216; en esta ocasión ordenó a Roland Bloett "hacer que el castillo de Cnappe [Knepp], sin demora, sea quemado y destruido". 

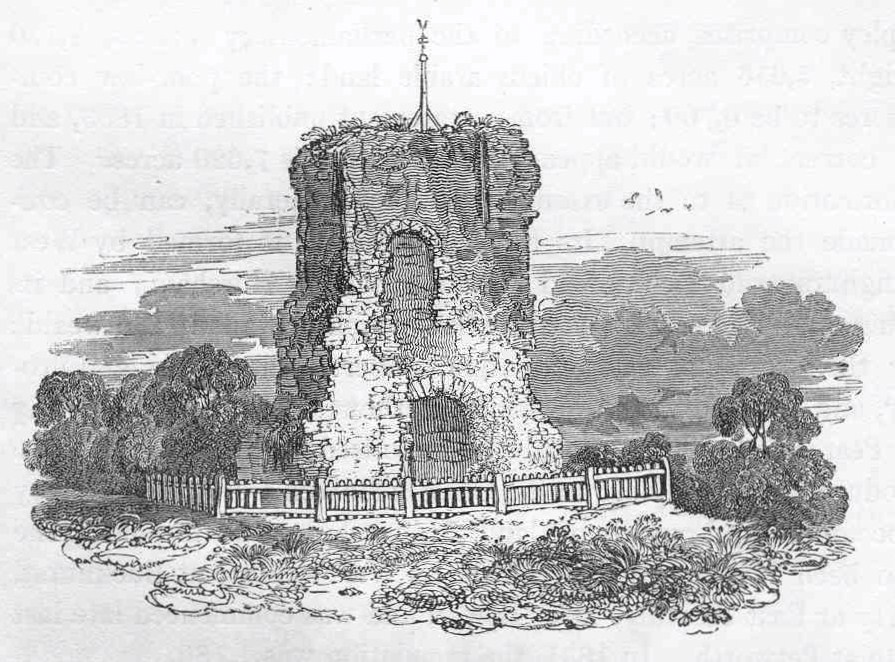
Un grabado de principios del que muestra la valla que rodea el castillo y el pararrayos.

Además de Juan, el castillo recibió una sucesión de visitantes reales, entre ellos Enrique III en 1218, Eduardo II en 1324 y Ricardo II en 1384.  Simón de Montfort le arrebató el castillo de Knepp a Guillermo de Braose y más tarde lo devolvió.  Posteriormente cayó en decadencia y se deterioró.

### Historia posterior

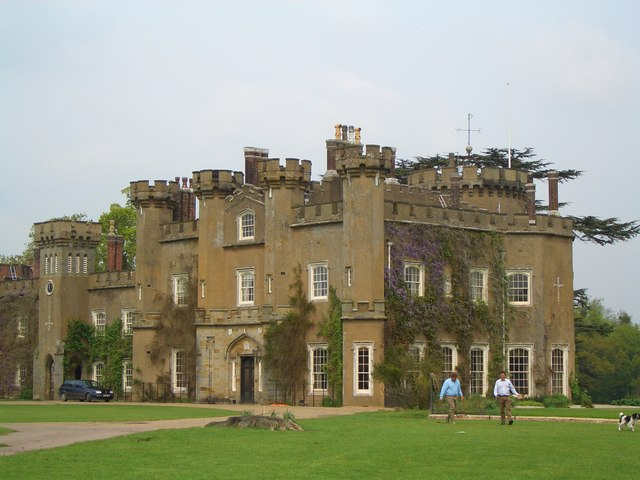
La mansión del también conocida como Castillo Knepp.

Es posible que se haya acontecido una escaramuza cerca del castillo de Knepp durante la revolución inglesa, a la que Sir Charles Burrell se refirió como la "Batalla de Knepp" (en inglés: “Battle of Knepp”). El acontecimiento fue relatado por James Charles Michell, miembro de la nobleza de Sussex, a principios del siglo XIX como un fragmento de historia oral transmitido por su padre. Según Michell, una fuerza parlamentaria derrotó a una fuerza realista el 19 de julio de 1648. Michell también informó que se había encontrado una bala de cañón cerca del castillo, pero no indicó cuándo ni dio una ubicación precisa.  El historiador Richard Symonds sugiere que el evento causó daños considerables al castillo y contribuyó a su abandono,  aunque la Historia del Condado de Victoria de Sussex señala que no está claro cuándo fue destruido el castillo. La mayor parte del castillo había sido derribado en la década de 1720. 
La propiedad del castillo se vinculó al señorío de Knepp. En 1788, la mansión fue adquirida por Sir Charles Raymond y pasó a manos de la familia Burrell.  El anticuario Francis Grose visitó las ruinas en 1775 y escribió: «La demolición de este castillo ha sido tan completa que, a partir de las ruinas, tal como aparecían entonces, no se puede arriesgarse  una conjetura razonable sobre su forma y extensión originales».  Unos 55 años después, el reverendo Edmund Cartwright observó que las ruinas se habían deteriorado aún más y que se habían tomado piedras del castillo para usarlas en la construcción de carreteras.   A principios del siglo XIX , Sir Charles Burrell reforzó y cercaron los restos para protegerlos de un mayor deterioro.
El nombre 'Castillo Knepp' también se aplica a la mansión almenada de estilo neogótico construida cerca a principios del siglo XIX por Sir Charles Merrik Burrell, según los diseños de John Nash,  y que actualmente[¿cuándo?]  la casa de Sir Charles Burrell, décimo baronet.
En 1951, el castillo fue designado monumento histórico, un plan destinado a proteger sitios arqueológicos de importancia nacional. La zona protegida cubre la totalidad del montículo y un tramo del sendero que conduce al oeste desde el castillo.   El muro situado en lo alto de la mota recibió protección adicional en 1959 cuando fue designado edificio catalogado de Grado II.  En 1962 se informó al Museo Worthing de los daños sufridos por el montículo. 
La Sociedad de Arqueología Medieval financió estudios geofísicos en el castillo en 2021 y 2022, con el objetivo de descubrir más sobre la disposición del castillo y buscar evidencia de incendios que pudieran estar relacionados con las órdenes del Rey Juan de quemar Knepp. Si bien no se encontró evidencia de quemas, los estudios sí encontraron posible arqueología enterrada. 

## Disposición

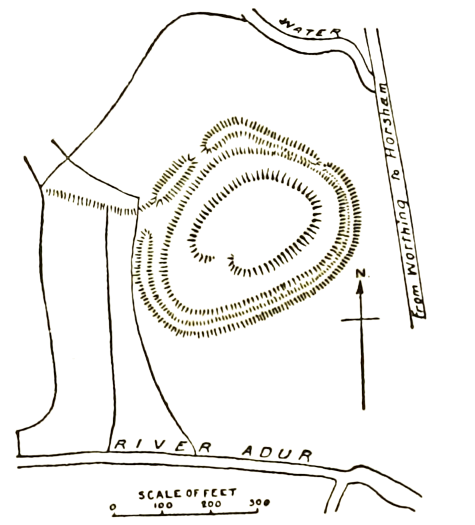
Un plano del castillo publicado en la Historia del Condado de Victoria de Sussex en 1905

El castillo se alza sobre un montículo ovalado, modelado a partir de un carecterística natural, rodeado por un foso y murallas. El foso, alimentado por un estanque cercano, formaba un foso que aún contenía agua a principios del siglo XVIII. 
Los restos del castillo sobre el suelo consisten en una única muralla de 11 metros de altura, 9,5 metros de longitud y 2,5 metros de espesor, con una puerta y otra abertura encima. Este muro aparentemente formaba el extremo norte del muro oeste de una torre o torre del homenaje.  La pared está revestida con piedra de Horsham,  un tipo de arenisca que se encuentra en la región.
Los documentos de los siglos XIII y XIV registran una capilla y estructuras domésticas que incluían un salón y establos en el castillo.  La disposición de los edificios y si eran estructuras independientes no está registrada en los documentos contemporáneos. 

## Tierra salvaje de Knepp

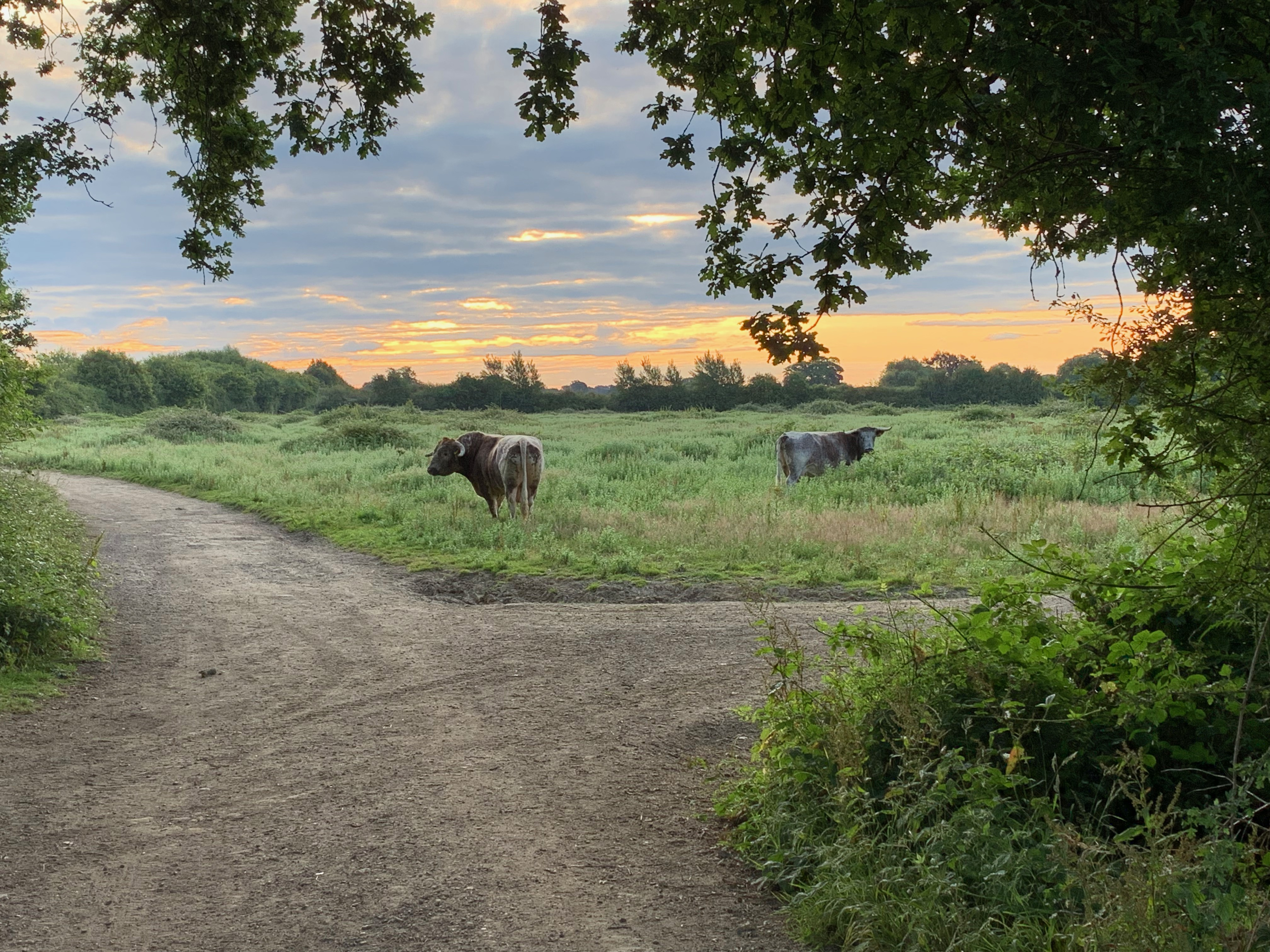
Ganado de cuernos largos en Knepp Wildland

El terreno alrededor del castillo es ahora el sitio de Knepp Wildland, el primer proyecto de renaturalización a gran escala en Inglaterra, creado a partir de 1.400 hectáreas o 3.500 acres de tierras antiguas de cultivo y lecheras, que le pertenecen a Sir Charles Burrell, décimo baronet. 